# 陳昇瑋
陳昇瑋（1976年—2020年4月11日），原名為陳寬達，資訊科學學者，是一名資料科學家以及人工智慧專家 ，曾擔任財團法人人工智慧科技基金會董事長、台灣人工智慧學校執行長及玉山金融控股公司暨玉山商業銀行科技長、台灣資料科學協會理事長、中央研究院資訊科學研究所以及資訊科技創新研究中心研究員暨資料洞察實驗室主持人。
2020年3月29日因運動跌倒造成頭部外傷，開車返家途中突感身體不適臨停在路邊，因腦溢血而陷入昏迷。 經送醫搶救於4月11日宣告不治，享年44歲。

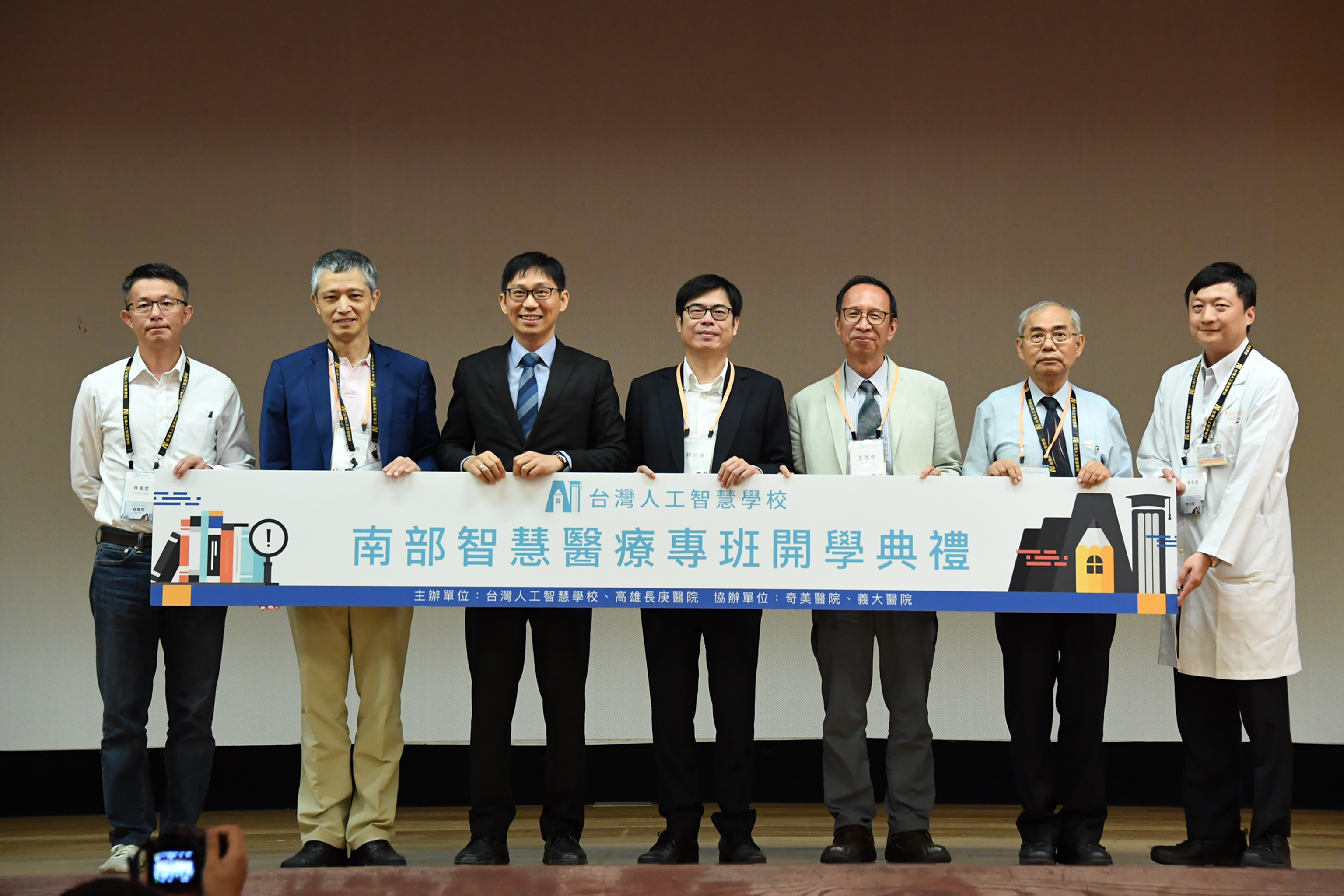
執行長陳昇瑋（左三） 出席台灣人工智慧學校「南部智慧醫療專班」開學典禮。

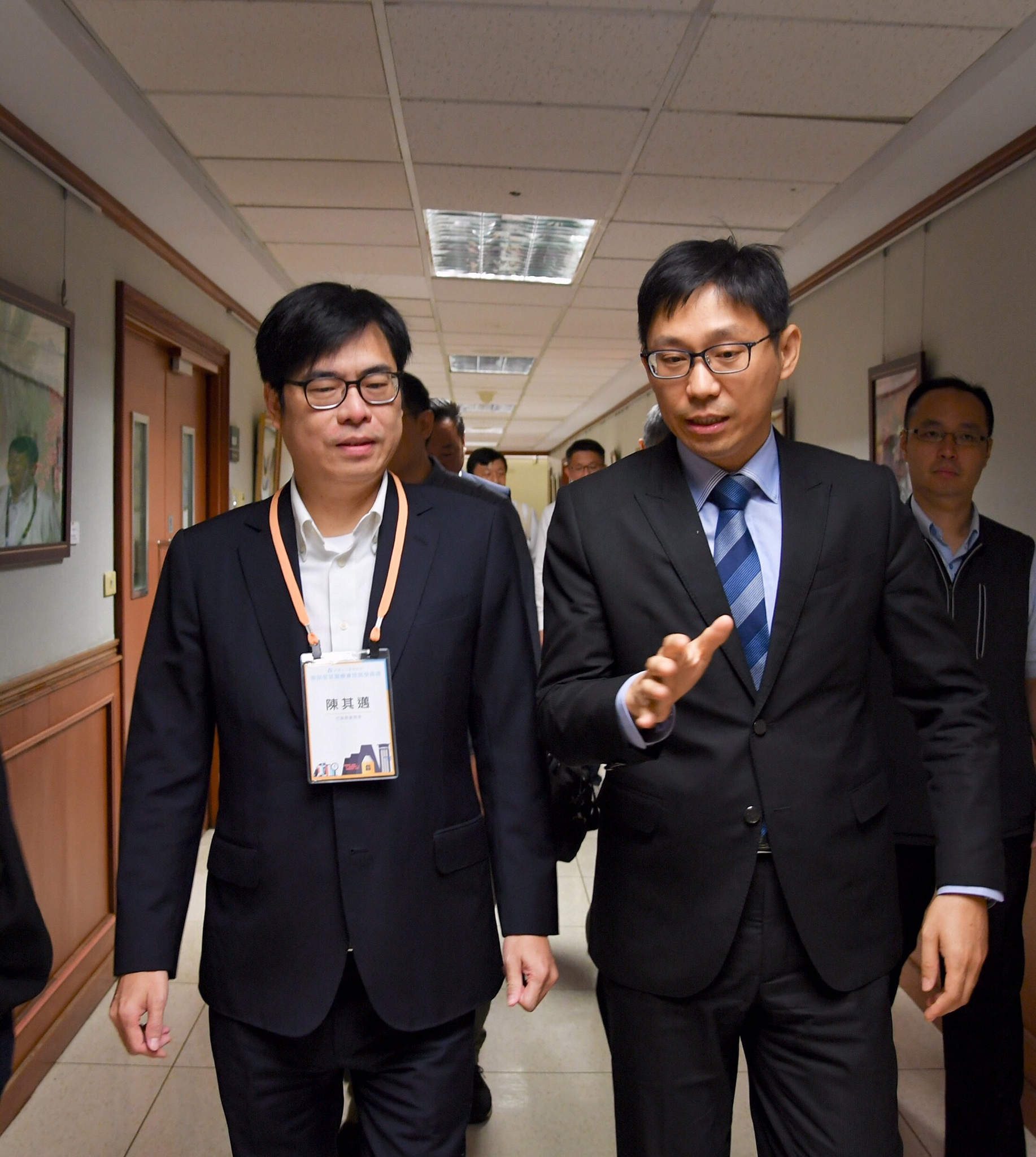
行政院副院長陳其邁（左）、台灣人共智慧學校執行長陳昇瑋 出席台灣人工智慧學校「南部智慧醫療專班」開學典禮。

## 研究領域
- 大數據分析/ 深度學習
- 社群計算（Social Computing）/ 計算社會科學（Computational Social Science）、群眾外包、人智運算（Human Computation）
- 多媒體系統－包含線上遊戲及雲端遊戲
- 使用者經驗
- 資訊安全

## 褒揚令
4月21日上午在新北市立殯儀館舉辦追思會，科技部長陳良基代表總統蔡英文特頒褒揚令，感謝陳昇瑋對於台灣人工智慧的貢獻，褒揚令全文為：

玉山金融控股公司科技長陳昇瑋，才懷隋和，瑰異軒朗。少歲蘊蓄奇志，卒業清華大學資訊工程學研究所，復獲臺灣大學電機工程博士學位，淬琢礪砥，早擅英華。歷任中央研究院資訊科學研究所研究員、財團法人人工智慧科技基金會董事長暨科技生態發展公益基金會執行長、臺灣人工智慧學校執行長等職，訏謨覃思，理致悠曠。長期悉力人工智慧推廣，潛心資料科學縷析；跨足前瞻多元領域，創新轉型升級契機；張拓學術論演視野，措辦科普知識平臺，極智窮索，運箸有聲；灼見燭照，通觀全局。嗣開設臺灣資料科學年會、臺灣資料科學協會，甄陶培訓標秀後進，豐厚產學合作內涵；深化資安區塊鏈探究，迎引大數據時代風潮，遐度淵旨，能士裁成；鋒穎精密，卓冠當世。曾獲中華民國資訊學會最佳博士論文獎、李國鼎青年研究獎、優秀青年電機工程師獎暨科技部優秀年輕學者計畫等殊榮，洪流之量，器舉瑚璉。詎意令猷方展，船驥是託，迺以盛年驟逝，軫悼慨惜，應予明令褒揚，用彰懋績，而表賢彥。

總　　　統　蔡英文　　　　

行政院院長　蘇貞昌　　　　

## 學術論文
- DBLP Computer Science Biobibliography[32]

## 著作
- 陳昇瑋, 溫怡玲著.  第一版. 天下雜誌. 2019-06-04. ISBN 9789863984337.
- 陳寬達著. . 碁峰. 2002. ISBN 9864210424.[33]
- 陳寬達著. . 碁峰. 2000. ISBN 9575666526.[33]